# Exobasidium nobeyamense
Exobasidium nobeyamense ist eine Pilzart der Familie der Nacktbasidienverwandten (Exobasidiaceae) aus der Ordnung Ustilaginomycotina. Sie ist ein Endoparasit von Rhododendron wadanum. Symptome des Befalls durch den Pilz sind Hexenbesen an den Ästen der Wirtspflanze. Das Verbreitungsgebiet der Art liegt in Japan.

## Merkmale

### Makroskopische Merkmale
Exobasidium nobeyamense ist mit bloßem Auge zunächst nicht zu erkennen. Symptome des Befalls sind Hexenbesen, also stark wuchernde Zweige, die aus einem Stammzweig mit verdickter Basis wachsen und eine Fläche von 40 × 50 cm bedecken können. In einem späteren Stadium des Befalls brechen aus der Unterseite junger Blätter weiße Myzelteppiche hervor.

### Mikroskopische Merkmale
Das Myzel von Exobasidium nobeyamense wächst wie bei allen Nacktbasidien interzellulär und bildet Saugfäden, die in das Speichergewebe des Wirtes wachsen. Der Pilz besitzt eine monomitische Hyphenstruktur aus rein generativen Hyphen ohne Schnallen. Die drei- bis sechssporigen, 35–40 × 7–10 µm großen Basidien sind zylindrisch bis keulig und an der Basis einfach septiert. Sie wachsen direkt aus der Wirtsepidermis. Die Sporen sind hyalin, eiförmig bis ellipsoid, dünnwandig und 12–21 × 4–5,5 µm groß. Reif haben sie zwei bis vier Septen. Die Konidien sind lang und schmal, sie messen 6–17 × 0,5 μm. Die Keimschläuche der Art sind 3–5 × 2–3 µm groß.

## Verbreitung
Das bekannte Verbreitungsgebiet von Exobasidum nobeyamense umfasst die japanischen Präfekturen Nagano und Ibaraki.

## Ökologie
Die Wirtspflanze von Exobasidium nobeyamense ist Rhododendron wadanum. Der Pilz ernährt sich von den im Speichergewebe der Pflanzen vorhandenen Nährstoffen, seine Basidien brechen später durch die Blattoberfläche und setzen Sporen frei. Diese keimen, nachdem sie auf geeignetes Substrat gefallen sind, zu Keimschläuchen, aus denen sich dann neues Myzel mit Konidien entwickelt.